# آلان باريير (مغني)
آلان باريير (بالفرنسية: Alain Barrière)‏ ولد آلان بيليك، (18 نوفمبر 1935 - 18 ديسمبر 2019)، كان مغنيًا فرنسيًا نشطًا من الخمسينيات حتى وفاته، وكانت البداية عندما شارك في مسابقة الأغنية الأوروبية لعام 1963.

## بداية حياته
كانت نشأته في بلدة صغيرة على ساحل بريتاني، التحق باريير عام 1955 بالمدرسة الوطنية العليا للفنون والحرف في أنجيه كطالب، اشتري جيتار وبدأ في كتابة الأغاني، وبعد تخرجه من الهندسة عام 1960، انتقل إلى باريس للحصول على عمل، وبدأ الغناء ليلًا في النوادي الصغيرة حول العاصمة. فاز في مسابقة غنائية عام 1961 بأغنية «كاثي» التي كتبها بنفسه، وسرعان ما وقع على عقد تسجيل وبدأ في إصدار الأغاني الفردية بانتظام، مما مكنه من التخلي عن وظيفته وتحقيق درجة عيش متواضع من الموسيقى.

## مسابقة الأغنية الأوروبية
تم اختيار أغنيتة «انها كانت جميلة جدًا Elle était si jolie» في عام 1963، لتمثيل فرنسا في مسابقة الأغنية الأوروبية الثامنة التي أقيمت في 23 مارس في لندن، واحتلت المركز السادس من أصل 16 مركزًا.

## نجاحه
أصدر آلان باريير ألبومه الأول «حياتي» عام 1964، وفي عام 1965 عرض عليه وقُبل دورًا رائدًا في فيلم سرقة وإثارة «لا تصب بالذعر Pas de panique»، جنبًا إلى جنب مع "بيير براسور"، وكان هذا العمل هو أول وآخر تجربة سينمائية لباريير، لكن مسيرته الغنائية وصلت إلى ذروتها في الجزء الأخير من العقد بسلسلة من الأغاني الناجحة التي جعلت منه أحد أكبر نجوم فرنسا، وكان أكثر نجاح له مع أغنية «صديقي».

## فترة السبعينات
اكتسب باريير سمعة طيبة لكونه صلب لا يقبل الحلول الوسط وفي بعض الأحيان يصعب العمل معه. في أوائل السبعينات ترك شركة التسجيلات التي يتعامل معها، ليؤسس علامته التجارية الخاصة. ظل باريير يحتفظ بقاعدته الجماهيرية، التي ضمنت استمرار تسجيلاته وحفلاته الموسيقية في توفير الحياة الكريمة، على الرغم من التغاضي عنه من قبل أقسام كثيرة من وسائل الإعلام الفرنسية. تصدرت أغنية «أنتِ راحلة Tu t'en vas» عام 1975 واحتلت قمة القائمة الفرنسية، وكانت ثالث أكثر الأغنيات مبيعًا في سويسرا. تزوج باريير في عام 1975، وافتتح هو وزوجته مطعمًا وملهى ليلي في قلعة تم إعادة تنظيمها، في بريتاني، وعلى الرغم من أنه أثبت مكانًا ناجحًا وشعبيًا، إلا أن باريير سرعان ما وجد نفسه يواجه مشاكل ضريبية حادة، ولهذا فقد قرر في عام 1977 الرحيل بصحبة عائلته إلى الولايات المتحدة، حيث مكثوا هناك لمدة أربع سنوات. بعد عودته إلى فرنسا، قام باريير بعدة محاولات للعودة للحياة الفنية، ولكن دون جدوى. بعد فترة أخرى قضاها في الخارج، هذه المرة في كيبيك، بكندا، عادت العائلة إلى بريتاني وهناك تم تجديد حياة باريير المهنية بشكل غير متوقع من خلال إصداره في عام 1997 ألبوم يحتوي على نسخ معاد تشكيلها من أغانيه القديمة، والتي أثبتت أنها مدرة للمال بغزارة. بعد ذلك بوقت قصير، أصدر ألبومًا جديدًا يحتوي على أغاني جديدة بيعت أيضًا بشكل جيد.
نشر سيرته الذاتية في عام 2006 واستمر في إعادة إصدار ألبوماته القديمة والتى يعاد تسجيلها حديثًا. توفي باريير بسبب سكتة قلبية في 18 ديسمبر 2019 عن عمر يناهز 84 عامًا.

## وصلات خارجية
https://www.discogs.com/artist/468104-Alain-Barri%C3%A8re آلان باريير (مغني)
https://www.allmusic.com/artist/alain-barri%C3%A8re-mn0000935688 آلان باريير (مغني) 